# القوات البحرية الأبخازية
البحرية الأبخازية (بالروسية: Военно-морские силы Республики Абхазия، القوات البحرية لجمهورية أبخازيا) هي تشكيل استراتيجي عملياتي للقوات المسلحة الأبخازية، ومقرها يقع بالقرب من منطقة سوخومي. وتتمثل مهمتها الأساسية في ضمان أمن دولة أبخازيا المعلنة من جانب واحد على ساحل البحر الأسود. تتكون البحرية من زوارق قتالية ساحلية وكتيبة من مشاة البحرية وعناصر من القوات الساحلية والقوات الخاصة. غالباً ما تُجرى التدريبات المشتركة مع البحرية الروسية.
صدق برلمان أبخازيا على معاهدة التحالف والشراكة الاستراتيجية مع الاتحاد الروسي في 23 ديسمبر 2014. وفقاً للاتفاقية، فإن المجالات الرئيسية للتعاون هي: إجراء سياسة خارجية منسقة ومساحة مشتركة للدفاع والأمن، وتعزيز التنمية الاجتماعية والاقتصادية، وتهيئة الظروف لمشاركة أبخازيا الكاملة في حقبة ما بعد الاتحاد السوفيتي.